# Данчо Дяков
Данчо Димитров Дяков е български офицер, генерал-майор.

## Биография
Роден е на 9 февруари 1965 г. в хасковското село Скобелево. През 1987 г. завършва Военния факултет на ВИФ „Георги Димитров“, днес Национална спортна академия /военен факултет/, физкултурна подготовка и спорт в БНА; Служи в българската армия в четиридесет и девети мотострелкови полк в Симеоновград. От 1992 г. е на служба във Военна полиция. 1994 г – 2-месечен езиков курс на френската жандармерия, а през 1997 г. (19.04.-17.07.1997 г. – езиково обучение във ВВБ „Лекланд“, Тексас, САЩ) завършва курс за офицери от Военната полиция към Военно-полицейско училище на армията на САЩ.
- 18.07.-7 януари 1998 г. – специализиран курс за офицери от Военна полиция във Форд „Маклелан“, Алабама, САЩ;
- 11.09.2000 г. – 26 януари 2001 г. – щабен курс за офицери от Военна полиция във Висшата школа на Френската жандармерия в Мезон-Алфор, Париж, Франция (приравнен към квалификацията от завършен щабен курс в Центъра за следдипломна квалификация на ВА „Г. С. Раковски“);
- 1.12. – 0.12.2003 г. – курс за офицери от Военна полиция на НАТО, Германия;
- 23.06. – 27.06.2003 г. – курс „Бежанци и мироподдържащи операции“, Анкара, Турция;
- 2003 г. – 1-месечен курс за автоконтрольори – ВИПОНД – МВР;
- 04.10. – 12.11.2004 г. – курс „Мироподдържащи операции“, Австрия;
- 16.05. – 08.08.2008 г. – курс в Европейския център за изследвания в областта на сигурността „Джордж Маршал“, Германия.

От 25 септември 2009 до 1 октомври 2013 е директор на служба „Военна полиция“, като 24 ноември 2011 г. е удостоен с висше офицерско звание бригаден генерал. От ноември 2013 е помощник-началник на щаба J9 – цивилно-военни взаимоотношения и партньорство в Съюзното командване на силите на НАТО в Брунсум, Холандия. С указ № 233 от 4 юли 2016 г. е освободен от длъжността помощник-началник на щаба J9 – цивилно-военни взаимоотношения и партньорство в Съюзното командване на силите на НАТО в Брунсум, Холандия и назначен на длъжността съветник на Върховния главнокомандващ на въоръжените сили по военната сигурност, считано от 2 август 2016 година. От 21 април 2017 г. е генерал-майор. Съветник е по военна сигурност на президентите Росен Плевнелиев и
Румен Радев.
На 23 февруари 2018 г. генерал-майор Данчо Дяков е освободен от длъжността съветник на Върховния главнокомандващ на въоръжените сили по военната сигурност и от военна служба.
От 1 март 2018 г. е началник на Национална служба за охрана. С Указ № 210 от 26 август 2019 г. генерал майор Данчо Дяков е освободен длъжността началник на Националната служба за охрана, считано от 30 август 2019 г.
Специализирал е във Висшата школа на Френската жандармерия (2001), Европейския център за изследвания в областта на сигурността „Джордж Маршал“ в САЩ (2008), Военната академия в София (2016). Владее английски и френски език.

## Военни звания
- Лейтенант (29 август 1987)
- Полковник (1 август 2007)
- Бригаден генерал (24 ноември 2011)
- Генерал-майор (21 април 2017)